# ريتشارد شو
ريتشارد شو (بالإنجليزية: Richard Shaw)‏ (11 سبتمبر 1968 المملكة المتحدة - ) هو لاعب كرة قدم بريطاني يلعب كمدافع.

## روابط خارجية
- ريتشارد شو على موقع قاعدة بيانات كرة القدم.إي يو (الإنجليزية)
- ريتشارد شو على موقع Soccerbase.com (لاعب) (الإنجليزية)
- ريتشارد شو على موقع عالم كرة القدم.نت (الإنجليزية)